# Grabhügel auf dem Vierth

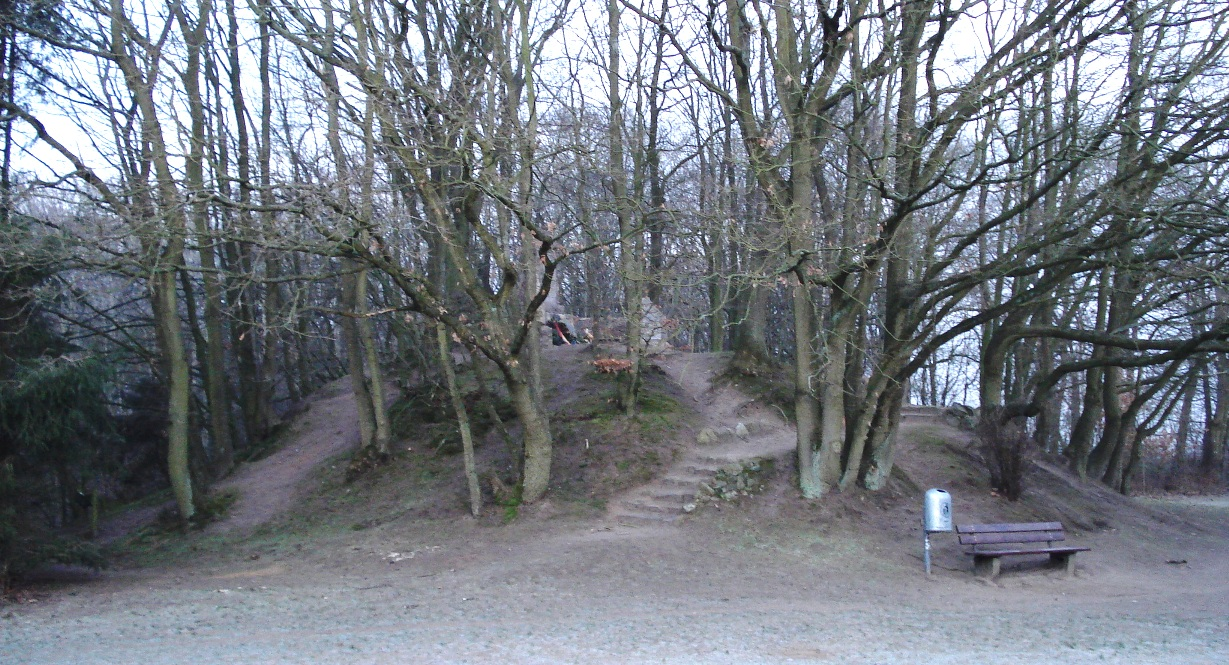
Der „Grabhügel auf dem Vierth“ mit dem Ehrenmal

Der Grabhügel auf dem Vierth ist ein jungsteinzeitlicher Grabhügel am Südrand von Klingberg (Gemeinde Scharbeutz) im Kreis Ostholstein in Schleswig-Holstein.
Er befindet sich westlich der Geroldskirche an der Straße von Klingberg nach Schürsdorf auf einer (als „Vierth“ benannten) Geländekuppe an einer Lichtung in einem Waldstück.
Es handelt sich um einen mit Bäumen und Büschen bewachsen leicht ovalen Erdhügel mit einem Durchmesser von ca. 15 m und einer Höhe von ca. 3 m.
Der Grabhügel steht unter Denkmalschutz.

## Kriegerdenkmal Schürsdorf

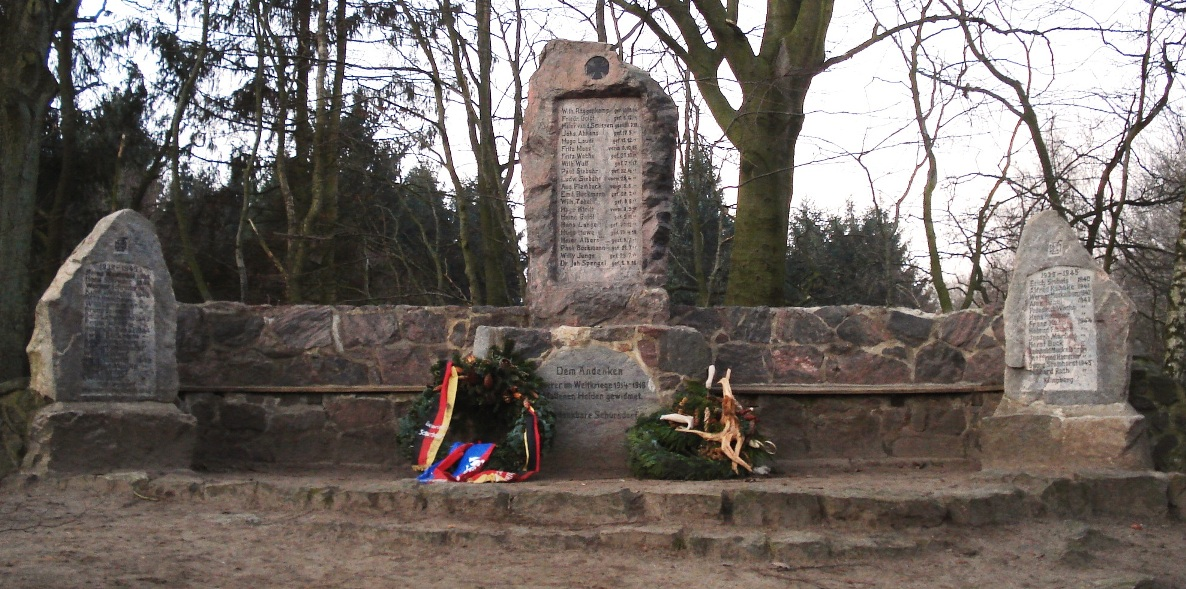
Das Ehrenmal auf dem „Grabhügel auf dem Vierth“

Im Jahr 1921 hat das Dorf Schürsdorf auf dem Grabhügel einen Stein mit den Namen der Gefallenen des Ersten Weltkrieges als Ehrenmal aufgestellt – später wurde dies um zwei weitere Steine mit den Namen der Gefallenen des Zweiten Weltkrieges erweitert.